# Teateråret 1854

## Födda
- 3 januari - Albert Helsengreen (död 1943), dansk skådespelare.
- 7 februari - Robert B. Mantell (död 1928), amerikansk skådespelare.
- 16 juni - Hugo Thimig (död 1944), tysk-österrikisk skådespelare.
- 23 juli - Birt Acres (död 1918), amerikansk regissör.
- 2 september - Hans Jæger (död 1910), norsk författare, anarkist och bohem.
- 16 oktober - Oscar Wilde (död 1900), brittisk författare av bland annat teaterstycken.
- 27 oktober - Lulu Prior, amerikansk skådespelare.
- 14 november - Dina Edling (död 1935), svensk operasångerska.

## Avlidna
- 3 mars - Giovanni Battista Rubini, 59, italiensk operasångare (tenor).
- 12 juli - Wilhelm Pettersson, 39, svensk skådespelare, balettmästare och tecknare.